# Linsburg
Linsburg ist eine Gemeinde im Landkreis Nienburg/Weser in Niedersachsen und gehört zur Samtgemeinde Steimbke.

## Geografie
Die Gemeinde Linsburg liegt am Nordrand des Staatsforstes Grinderwald, circa 10 Autominuten südlich der Kreisstadt Nienburg/Weser.

## Geschichte
Eine erste Besiedlung der Gegend in der Jungsteinzeit zeigt sich an dem etwa 3,5 Kilometer südöstlich von Linsburg im Grinderwald gelegenen Großsteingrab Linsburg, das vor etwa 4500 Jahren errichtet worden ist. 
In einer Urkunde aus dem Jahre 1263 wird auf ein Adelsgeschlecht „de Linesburg“ hingewiesen. Ein wahrscheinlich bereits im 16. Jahrhundert bestehendes herzogliches Jagdlager, das im Laufe der Zeit zu einem Jagdschloss mit 10 Gebäuden ausgebaut wurde, ließen sich Ende des 17. Jahrhunderts die Herzöge von Calenberg zum repräsentativen Jagdschloss Linsburg erweitern. Ab 1770 wurde das Schloss abgebrochen, da es seit dem Weggang des Kurfürsten 1714 nach Großbritannien weitgehend ungenutzt war.
Im Jahr 2003 feierte Linsburg sein 800-jähriges Bestehen, was auf eine Urkunde aus dem Jahr 1203 mit der erstmaligen Erwähnung des Ortes Linsburg zurückgeht.
Am Bahnhof entstand in den 1950er Jahren eine abgeschlossene Siedlung.

## Politik

### Gemeinderat
Der Rat der Gemeinde Linsburg besteht aus neun Ratsfrauen und Ratsherren. Dies ist die festgelegte Anzahl für die Mitgliedsgemeinde einer Samtgemeinde mit einer Einwohnerzahl zwischen 501 und 1000 Einwohnern. Die Ratsmitglieder werden durch eine Kommunalwahl für jeweils fünf Jahre gewählt. Die aktuelle Amtszeit begann am 1. November 2021 und endet am 31. Oktober 2026.
Die letzte Kommunalwahl am 12. September 2021 ergab das folgende Ergebnis:
| Partei      | Anteilige Stimmen | Anzahl Sitze |
| ----------- | ----------------- | ------------ |
| WG Linsburg | 61,55 %           | 5            |
| CDU         | 23,40 %           | 2            |
| GRÜNE       | 8,76 %            | 1            |
| SPD         | 6,30 %            | 1            |

Die Wahlbeteiligung bei der Kommunalwahl 2021 lag bei 71,02 %

### Bürgermeisterin
Der Gemeinderat wählte das Gemeinderatsmitglied Tina Dettmer (WG Linsburg) im Jahr 2021 zur ehrenamtlichen Bürgermeisterin.

### Wappen
Das Wappen wurde am 6. Dezember 1983 durch den Landkreis genehmigt.
Blasonierung: „In Blau ein goldenes Zwölfender-Hirschgeweih mit silbernem Schädel, zwischen den Geweihstangen ein aufgerichtetes Eichenblatt, unter dem Geweih zwei offene silberne Büffelhörner.“
Der Entwurf und die Gestaltung des Wappens stammen vom Heraldiker Heinz Bannier aus Dörverden.

## Kultur und Sehenswürdigkeiten

### Bauwerke
Im Grinderwald befindet sich ein im Jahr 1977 erbauter, 134 Meter hoher Fernmeldeturm der Deutschen Telekom mit einem Betriebsgeschoss in 80 Meter Höhe.

### Großsteingrab

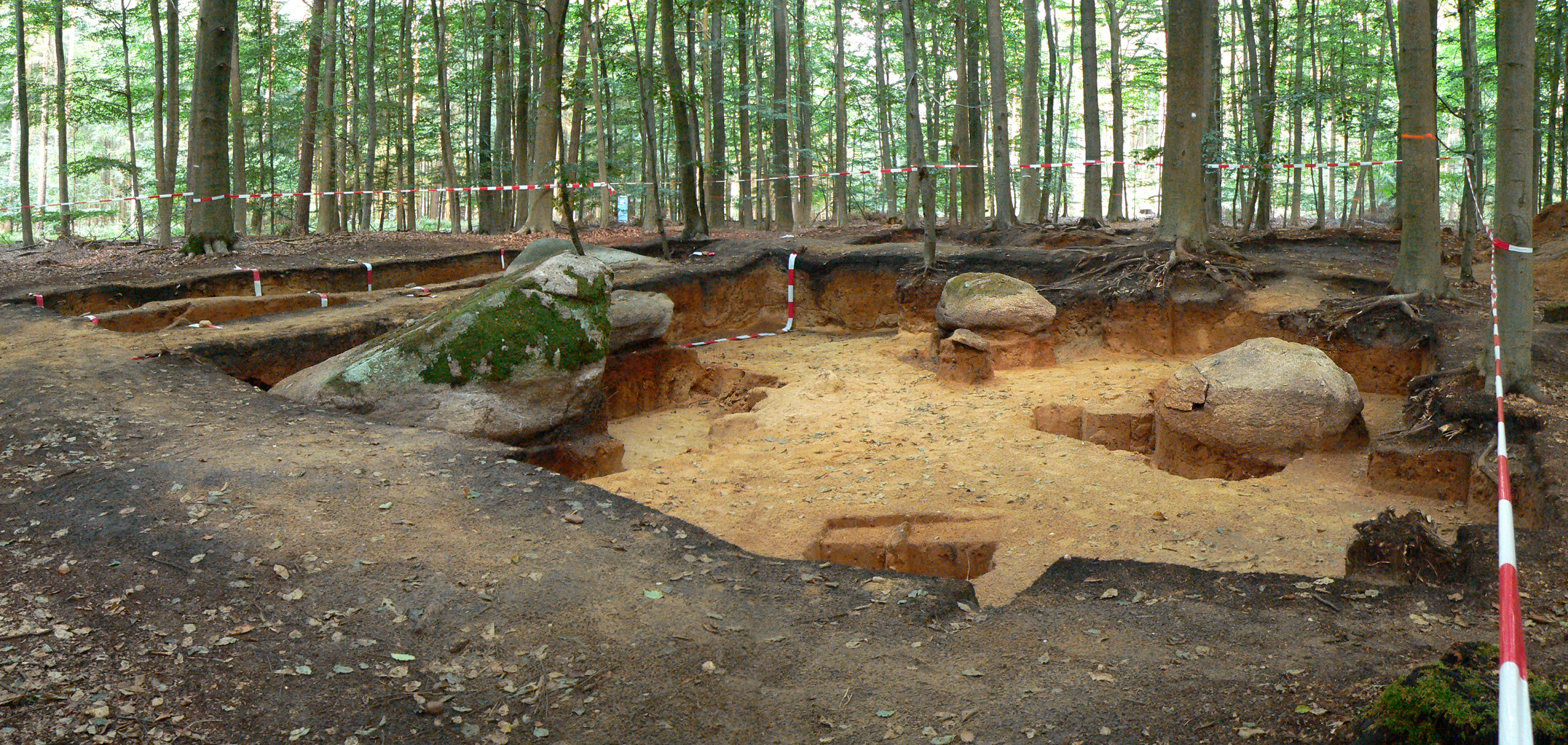
Das ausgegrabene Großsteingrab Linsburg

Das mit fünf Steinen unvollständig erhaltene Großsteingrab Linsburg befindet sich etwa 3,5 Kilometer südöstlich von Linsburg im Grinderwald. Es liegt in einer mit Buchen bestandenen Forstabteilung. Die Stelle wird von alters her als „Bei den fünf Steinen“ bezeichnet. In der näheren Umgebung findet sich mit dem Teufelsbett bei Stöckse ein weiteres Großsteingrab.

## Wirtschaft und Infrastruktur
Linsburg ist in südwestlicher Richtung an die Bundesstraße 6 angeschlossen. Nordöstlich von der Gemeinde verläuft die Bahnstrecke Wunstorf–Bremen mit einem eigenen Haltepunkt. Es besteht eine S-Bahn-Anbindung im Stundentakt mit der S-Bahn-Linie 2 Nienburg–Hannover Hbf–Haste.
| Linie | Verlauf | Takt   |
| ----- | --- | ------ |
| S 2   | Nienburg (Weser) – Linsburg – Hagen (Han) – Eilvese – Neustadt am Rübenberge – Poggenhagen – Wunstorf – Dedensen-Gümmer – Seelze – Letter – Hannover-Leinhausen – Hannover-Nordstadt – Hannover Hbf – Hannover Bismarckstraße – Hannover-Linden/Fischerhof – Hannover-Bornum – Empelde – Ronnenberg – Weetzen – Lemmie – Wennigsen (Deister) – Egestorf (Deister) – Kirchdorf (Deister) – Barsinghausen – Winninghausen – Bantorf – Bad Nenndorf – Haste (Han) Stand: Fahrplanwechsel Juni 2022 | 60 min |

## Persönlichkeiten
- Ludwig Hoffmeyer (1845–1935), Lehrer und Autor zur Osnabrücker Stadtgeschichte